# Europastraße 331
Die Europastraße 331 (Abkürzung: E 331) ist eine Europastraße, die die Städte Dortmund und Kassel miteinander verbindet. Sie beginnt am Ruhrschnellweg B1 (Dortmund) und endet in Fuldabrück-Bergshausen (Dreieck Kassel-Süd). Vom Kreuz Dortmund/Unna bis zum Dreieck Kassel-Süd ist die E 331 identisch mit der Bundesautobahn 44.

## Städte an der E331
- Dortmund (E 37)
- Unna
- Werl
- (Kreuz Werl)
- Soest
- Anröchte (Erwitte/Anröchte)
- Geseke
- Büren
- Bad Wünnenberg (Kreuz Wünnenberg-Haaren)
- Marsberg
- Kassel (Dreieck Kassel-Süd, E 45)